# Bosque de Fray Jorge nationalpark
Bosque de Fray Jorge nationalpark (spanska: Parque Nacional Bosque d Fray Jorge) är en nationalpark i Chile.   Den ligger i regionen Región de Coquimbo, i den centrala delen av landet, 300 km norr om huvudstaden Santiago de Chile. Bosque de Fray Jorge nationalpark ligger 355 meter över havet.
Terrängen i Bosque de Fray Jorge nationalpark är kuperad. Havet är nära Bosque de Fray Jorge nationalpark åt sydväst. Den högsta punkten i området är 641 meter över havet, 1,0 km sydväst om parkens centrum. Runt Bosque de Fray Jorge nationalpark är det glesbefolkat, med 20 invånare per kvadratkilometer..
I Bosque de Fray Jorge nationalpark växer i huvudsak buskskog.